# Championnats de France de natation 2006
Les Championnats de France de natation en grand bassin 2006 se sont déroulés du 10 au 14 mai 2006 à Tours.
La nageuse la plus médaillée de la compétition est Laure Manaudou qui remporte 9 médailles d'or.

Chez les hommes, c'est Nicolas Rostoucher qui est le plus médaillé avec 4 médailles d'or.

## Dames
| Discipline           | Or                                                                                | Temps          | Argent                                                                                            | Temps          | Bronze                                                                                             | Temps          |
| Nage libre           |                                                                                   |                |                                                                                                   |                | |                |
| 50 m                 | Malia Metella USLM Pacoussines-Cayenne                                            | 25 s 17        | Céline Couderc CN Cévennes Alès                                                                   | 25 s 60        | Elsa N'Guessan CN Marseille                                                                        | 25 s 81        |
| 100 m                | Malia Metella USLM Pacoussines-Cayenne                                            | 55 s 23        | Alena Popchanka CS Clichy 92                                                                      | 55 s 39        | Céline Couderc CN Cévennes Alès                                                                    | 55 s 41        |
| 200 m                | Laure Manaudou CN Melun Val de Seine                                              | 1 min 57 s 81  | Aurore Mongel Mulhouse ON                                                                         | 2 min 00 s 02  | Alena Popchanka CS Clichy 92                                                                       | 2 min 00 s 14  |
| 400 m                | Laure Manaudou CN Melun Val de Seine                                              | 4 min 03 s 03  | Sophie Huber CN Sarreguemines                                                                     | 4 min 13 s 31  | Sarah Bey CN Melun Val de Seine                                                                    | 4 min 15 s 02  |
| 800 m                | Laure Manaudou CN Melun Val de Seine                                              | 8 min 25 s 42  | Sophie Huber CN Sarreguemines                                                                     | 8 min 35 s 39  | Sarah Bey CN Melun Val de Seine                                                                    | 8 min 35 s 53  |
| 1500 m               | Laure Manaudou CN Melun Val de Seine                                              | 16 min 03 s 01 | Sarah Bey CN Melun Val de Seine                                                                   | 16 min 35 s 88 | Cylia Vabre Lyon Natation                                                                          | 16 min 38 s 03 |
| 50 m dos             | Laure Manaudou CN Melun Val de Seine                                              | 29 s 06        | Esther Baron CN Melun Val de Seine                                                                | 29 s 50        | Alexandra Putra Dauphins Toulouse OEC                                                              | 29 s 58        |
| 100 m dos            | Laure Manaudou CN Melun Val de Seine                                              | 1 min 01 s 73  | Esther Baron CN Melun Val de Seine                                                                | 1 min 02 s 40  | Alexandra Putra Dauphins Toulouse OEC                                                              | 1 min 03 s 36  |
| 200 m dos            | Esther Baron CN Melun Val de Seine                                                | 2 min 10 s 05  | Alexandra Putra Dauphins Toulouse OEC                                                             | 2 min 13 s 47  | Marion Blanchard La Roche-sur-Yon Natation                                                         | 2 min 18 s 65  |
| 50 m brasse          | Camille Muffat Olympic Nice Natation                                              | 32 s 70        | Anne-Sophie Le Paranthoën CS Clichy 92                                                            | 32 s 74        | Margaux Le Friec SPN Poitiers                                                                      | 33 s 16        |
| 100 m brasse         | Anne-Sophie Le Paranthoën CS Clichy 92                                            | 1 min 10 s 09  | Marjorie Distel CN Melun Val de Seine                                                             | 1 min 11 s 43  | Betty Laglbauer AC Hyères                                                                          | 1 min 11 s 62  |
| 200 m brasse         | Sophie de Ronchi ES Massy Natation                                                | 2 min 31 s 39  | Marjorie Distel CN Melun Val de Seine                                                             | 2 min 32 s 28  | Justine Jaubert AC Hyères                                                                          | 2 min 32 s 74  |
| 50 m papillon        | Malia Metella USLM Pacoussines-Cayenne                                            | 27 s 46        | Audrey Parra NC Echirolles                                                                        | 27 s 48        | Diane Bui Duyet Olympique Nouméa                                                                   | 27 s 81        |
| 100 m papillon       | Alena Popchanka CS Clichy 92                                                      | 59 s 19        | Aurore Mongel Mulhouse ON                                                                         | 59 s 29        | Malia Metella USLM Pacoussines-Cayenne                                                             | 1 min 00 s 74  |
| 200 m papillon       | Sarah Bey CN Melun Val de Seine                                                   | 2 min 09 s 84  | Aurore Mongel Mulhouse ON                                                                         | 2 min 11 s 33  | Magali Rousseau Racing Club de France / ASPTT                                                      | 2 min 18 s 01  |
| 200 m 4 nages        | Laure Manaudou CN Melun Val de Seine                                              | 2 min 12 s 41  | Sophie de Ronchi ES Massy Natation                                                                | 2 min 14 s 84  | Camille Muffat Olympic Nice Natation                                                               | 2 min 15 s 50  |
| 400 m 4 nages        | Laure Manaudou CN Melun Val de Seine                                              | 4 min 40 s 06  | Joanne Andraca AC Hyères                                                                          | 4 min 46 s 61  | Cylia Vabre Lyon Natation                                                                          | 4 min 46 s 80  |
| Relais               |                                                                                   |                |                                                                                                   |                | |                |
| 4 × 100 m nage libre | CS Clichy 92 Rosalind Brett Julia Beckett Alena Popchanka Hanna Lorgeril-Shcherba | 3 min 46 s 32  | CN Melun Val de Seine Gabriella Fagundez Esther Baron Camelia Potec Laure Manaudou                | 3 min 47 s 02  | Dauphins Toulouse OEC Alexandra Putra Solenne Figuès de Sainte Marie Magali Monchaux Coralie Balmy | 3 min 48 s 35  |
| 4 × 200 m nage libre | CN Melun Val de Seine Esther Baron Gabriella Fagundez Sarah Bey Laure Manaudou    | 8 min 07 s 55  | Dauphins Toulouse OEC Coralie Balmy Marilyn Cadour Solenne Figuès de Sainte Marie Alexandra Putra | 8 min 18 s 36  | CS Clichy 92 Hanna Lorgeril-Shcherba Stacey Tadd Alena Popchanka Katy Sexton                       | 8 min 22 s 25  |
| 4 × 100 m 4 nages    | CS Clichy 92 Katy Sexton Kirsty Balfour Alena Popchanka Hanna Lorgeril-Shcherba   | 4 min 07 s 76  | CN Melun Val de Seine Esther Baron Marjorie Distel Gabriella Fagundez Laure Manaudou              | 4 min 12 s 90  | Olympique Nouméa Reine-Victoria Weber Adeline Williams Diane Bui Duyet Esther Meallet              | 4 min 23 s 67  |

## Messieurs
| Discipline           | Or                                                                                      | Temps          | Argent                                                                                                 | Temps          | Bronze                                                                      | Temps          |
| Nage libre           |                                                                                         |                | |                |                                                                             |                |
| 50 m                 | Frédérick Bousquet CN Marseille                                                         | 22 s 30        | Alain Bernard CN Marseille                                                                             | 22 s 32        | David Maitre CS Clichy 92                                                   | 22 s 50        |
| 100 m                | Amaury Leveaux Mulhouse ON                                                              | 49 s 18        | Fabien Gilot C Vikings de Rouen                                                                        | 49 s 57        | Alain Bernard CN Marseille                                                  | 49 s 67        |
| 200 m                | Amaury Leveaux Mulhouse ON                                                              | 1 min 48 s 10  | Fabien Gilot C Vikings de Rouen                                                                        | 1 min 49 s 50  | Matthieu Madeleine CN Antibes                                               | 1 min 49 s 90  |
| 400 m                | Nicolas Rostoucher Mulhouse ON                                                          | 3 min 49 s 08  | Sébastien Rouault CNO Saint-Germain-en-Laye                                                            | 3 min 50 s 25  | Guy-Noël Schmitt CN Cannes                                                  | 3 min 54 s 02  |
| 800 m                | Nicolas Rostoucher Mulhouse ON                                                          | 7 min 52 s 82  | Sébastien Rouault CNO Saint-Germain-en-Laye                                                            | 7 min 56 s 32  | Guy-Noël Schmitt CN Cannes                                                  | 8 min 04 s 03  |
| 1500 m               | Nicolas Rostoucher Mulhouse ON                                                          | 15 min 03 s 37 | Sébastien Rouault CNO Saint-Germain-en-Laye                                                            | 15 min 16 s 26 | Guy-Noël Schmitt CN Cannes                                                  | 15 min 20 s 80 |
| Dos                  |                                                                                         |                | |                |                                                                             |                |
| 50 m                 | Simon Dufour Montpellier ANUC                                                           | 25 s 91        | Camille Lacourt CN Font-Romeu-Cerdagne                                                                 | 26 s 28        | Pierre Roger CN Melun Val de Seine                                          | 26 s 49        |
| 100 m                | Simon Dufour Montpellier ANUC                                                           | 55 s 88        | Pierre Roger CN Melun Val de Seine                                                                     | 56 s 35        | Benjamin Stasiulis Mulhouse ON                                              | 56 s 73        |
| 200 m                | Simon Dufour Montpellier ANUC                                                           | 2 min 00 s 69  | Benjamin Stasiulis Mulhouse ON                                                                         | 2 min 00 s 89  | Romain Maire Alliance Dijon Natation                                        | 2 min 02 s 15  |
| Brasse               |                                                                                         |                | |                |                                                                             |                |
| 50 m                 | Hugues Duboscq CN Le Havre                                                              | 28 s 59        | David Maitre CS Clichy 92                                                                              | 29 s 06        | Paul-Louis Fouesnant Canet 66 Natation                                      | 29 s 24        |
| 100 m                | Hugues Duboscq CN Le Havre                                                              | 1 min 01 s 92  | Christophe Richard Cergy Pontoise Natation                                                             | 1 min 03 s 67  | Julien Nicolardot Mulhouse ON                                               | 1 min 03 s 81  |
| 200 m                | Hugues Duboscq CN Le Havre                                                              | 2 min 14 s 54  | Christophe Richard Cergy Pontoise Natation                                                             | 2 min 14 s 66  | Julien Nicolardot Mulhouse ON                                               | 2 min 14 s 91  |
| Papillon             |                                                                                         |                | |                |                                                                             |                |
| 50 m                 | Frédérick Bousquet CN Marseille                                                         | 23 s 83        | Antoine Galavtine Racing Club de France/ASPTT                                                          | 24 s 58        | Mathieu Lacome Olympic Nice Natation                                        | 24 s 67        |
| 100 m                | Amaury Leveaux Mulhouse ON                                                              | 52 s 89        | Frédérick Bousquet CN Marseille                                                                        | 53 s 27        | Christophe Lebon CN Antibes                                                 | 53 s 34        |
| 200 m                | Christophe Lebon CN Antibes                                                             | 1 min 59 s 91  | Pierre Roger CN Melun Val de Seine                                                                     | 2 min 00 s 24  | Joanes Hedel Dunkerque Natation                                             | 2 min 03 s 73  |
| 4 nages              |                                                                                         |                | |                |                                                                             |                |
| 200 m                | Yannick Bignon Dauphins Obernai                                                         | 2 min 03 s 89  | Fabien Horth Aqua Club Pontault-Roissy                                                                 | 2 min 03 s 96  | Christophe Soulier                                                          | 2 min 05 s 62  |
| 400 m                | Nicolas Rostoucher Mulhouse ON                                                          | 4 min 18 s 72  | Yannick Bignon Dauphins Obernai                                                                        | 4 min 22 s 32  | Pierre Henri CN Melun Val de Seine                                          | 4 min 22 s 49  |
| Relais               |                                                                                         |                | |                |                                                                             |                |
| 4 × 100 m nage libre | Racing Club de France / ASPTT Octavian Gutu Antoine Galavtine Grégory Mallet Salim Iles | 3 min 19 s 13  | CN Marseille Alain Bernard Frédérick Bousquet Sylvain Joseph William Meynard                           | 3 min 22 s 12  | CS Clichy 92 Julien Sicot Davy Teinturier Christopher Cozens David Maitre   | 3 min 22 s 39  |
| 4 × 200 m nage libre | Mulhouse ON Guillaume Strohmeyer Benjamin Stasiulis Nicolas Rostoucher Amaury Leveaux   | 7 min 20 s 53  | Racing Club de France / ASPTT Ross-Paul Davenport Alexander Scotcher Grégory Mallet Koichiro Hiramatsu | 7 min 29 s 85  | CN Antibes Joris Hustache Romain Béraud Matthieu Madelaine Boris Steimetz   | 7 min 34 s 77  |
| 4 × 100 m 4 nages    | CS Clichy 92 Matthew Clay James Gibson David Leith David Maitre                         | 3 min 44 s 13  | CS Clichy 92 Grégor Tait MEW Darren Mew Christopher Cozens Julien Sicot                                | 3 min 44 s 74  | Lyon Natation Raphaël Planche Christopher Cook Romain Sassot Arthur Raffard | 3 min 46 s 04  |